# Zamieszki ery Hōgen
Zamieszki ery Hōgen (jap. 保元の乱 Hōgen no ran) – konflikt zbrojny mający miejsce w Japonii od 28 lipca do 16 sierpnia  1156 roku, w końcu okresu Heian. Miał on dwie przyczyny. Jedną były starania rodu Fujiwara o utrzymanie władzy i wpływów. Pełnili oni dziedzicznie funkcję regentów (kanpaku). Drugą –  dynastyczny spór pomiędzy dwoma synami zmarłego cesarza Toby – panującym cesarzem Go-Shirakawą i byłym cesarzem Sutoku.
Obie strony konfliktu zabiegały o wsparcie potężnych rodów Minamoto i Taira, których przywódcy (Tameyoshi Minamoto oraz Tadamasa Taira) poparli Sutoku. Z kolei najstarszy syn Tameyoshiego Minamoto – Yoshitomo Minamoto i bratanek Tadamasy Taira – Kiyomori Taira opowiedzieli się po stronie Go-Shirakawy. Po stronie tego pierwszego opowiedział się Tadamichi Fujiwara – starszy z synów regenta (kanpaku) Tadazane Fujiwary – podczas gdy jego młodszy brat, Yorinaga Fujiwara, stanął po stronie Sutoku.
Strony konfliktu stanęły naprzeciw siebie 28 lipca w Kioto. Walczący po stronie Sutoku Tametomo Minamoto nalegał na zaatakowanie pałacu przeciwnika, ale Yorinaga Fujiwara odrzucił to. Podobny pomysł mieli Kiyomori i Yoshitomo, ale oni wprowadzili go w życie. Nocą, 29 lipca 1156 roku, 600 wojowników konnych pod ich dowództwem zaatakowało pałac Sutoku. Atak Kiyomoriego na bramę zachodnią został jednak odparty przez obrońców dzięki ostrzałowi łuczników. Następnie zaatakował Yoshitomo, ale również został odepchnięty. Zdecydowano wówczas o podpaleniu pałacu, co doprowadziło do ucieczki wojowników Sutoku.
Porażka zmusiła Sutoku do wybrania azylu na Sikoku. Jego zwolennicy ponieśli klęskę. Yorinaga Fujiwara poległ w walce, a Tameyoshi Minamoto oraz Tadamasa Taira zostali straceni. Tametomo przeżył bitwę, musiał jednak ratować się ucieczką z pola walki. Wynik zamieszek roku ery Hōgen i dalsza rywalizacja rodów Minamoto i Taira przyczyniły się do wybuchu zamieszek ery Heiji w 1159 roku.
Wieloletni konflikt pomiędzy rodami Minamoto i Taira znalazł kulminację w wojnie Gempei, rozstrzygniętej w bitwie w zatoce Dan-no-ura w 1185 r. na korzyść klanu Minamoto. W rezultacie tych zdarzeń nastąpił stopniowy zanik kultury dworskiej i rządów arystokracji o nazwie Heian (794-1185) i rozpoczął się okres Kamakura (1185-1333), dominacji władców wojskowych (siogunów).